# 気仙沼市立条南中学校
気仙沼市立条南中学校（けせんぬましりつ じょうなんちゅうがっこう）は、宮城県気仙沼市田中前四丁目にあった公立中学校。
2024年3月をもって気仙沼市立気仙沼中学校への統合により閉校した。

## 概要
気仙沼中学校から分離する形で1978年に開校し、児童数の減少により2024年をもって閉校した中学校である。
校歌は「世紀を拓く」という曲名で、1982年に制定された。作詞は仙台市出身で県内の学校で教鞭をとっていた富田博が担当し、作曲は仙台市出身の作曲家・片岡良和が担当した。歌詞は2番まである。

## 沿革
- 1976年（昭和51年）3月 - 気仙沼第二中学校としての建設が市議会で可決[5][3]。
- 1977年（昭和52年）5月20日 - 本校舎と特別教室棟の建設を開始。校舎建設中の空中写真（1977年10月）
国土交通省 国土地理院 地図・空中写真閲覧サービスの空中写真を基に作成
- 1978年（昭和53年）
  - 2月28日 - 本校舎を落成。

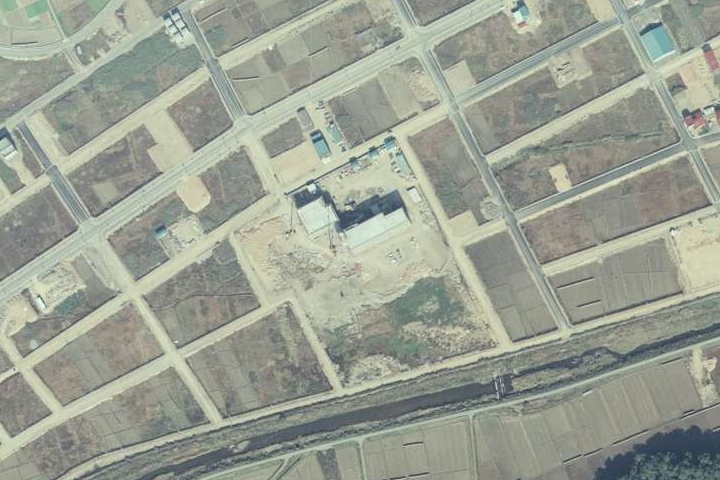
校舎建設中の空中写真（1977年10月）

  - 4月1日 - 気仙沼市立条南中学校として開校[5]。開校時の生徒は353人[5]、学級は10学級、職員は20人。
  - 4月11日 - 創立第1回入学式を挙行（3階にて）。
  - 4月20日 - 校章を決定（校内募集）[9]。
  - 4月24日 - PTA設立総会を開催。
  - 4月28日 - 開校記念式を挙行し、同日を開校記念日に制定[5][3]。
  - 5月11日 - 校庭を仮整地（埋立・地ならし）。
  - 5月26日 - 生徒会設立総会を開催。
  - 5月28日 - 奨励服制定委員会にて奨励服を決定。
- 1979年（昭和54年） - 体育館を落成[10]。
- 1980年（昭和55年）8月 - 生徒会の歌を制定[5][3]。
- 1981年（昭和56年）4月 - 気仙沼公立総合病院（現：気仙沼市立病院）に長期入院する生徒を対象とした学級「条南中学校病院内学級」を開設[11][5]。
- 1982年（昭和57年）10月 - 校歌「世紀を拓く」の発表会を開催[5][3]。
- 1992年（平成4年）3月 - 応援歌「条南旋風」を制定[5][3]。
- 2007年（平成19年）11月11日 - 創立30周年記念式典を開催し、住職の廣中邦充が講演。
- 2009年（平成21年）10月 - ユネスコスクールに加盟[5]。
- 2010年（平成22年）11月5日 - 京大病院総合診療部禁煙外来担当医および保険管理センター教授の高橋裕子が「21世紀はたばこのない時代」という演題にて講演。
- 2011年（平成23年）
  - 3月11日 - 東北地方太平洋沖地震（東日本大震災）の津波が校庭に襲来[12]。体育館を避難所として開設。
  - 3月 - 東日本大震災を受け、自衛隊の駐留拠点となる（7月まで）。校庭に仮設住宅を設置[5][2]。東日本大震災による仮設住宅が設置されていた頃の空中写真（2013年10月）
- 2024年（令和6年）
  - 3月23日 - 閉校式を挙行[2]。

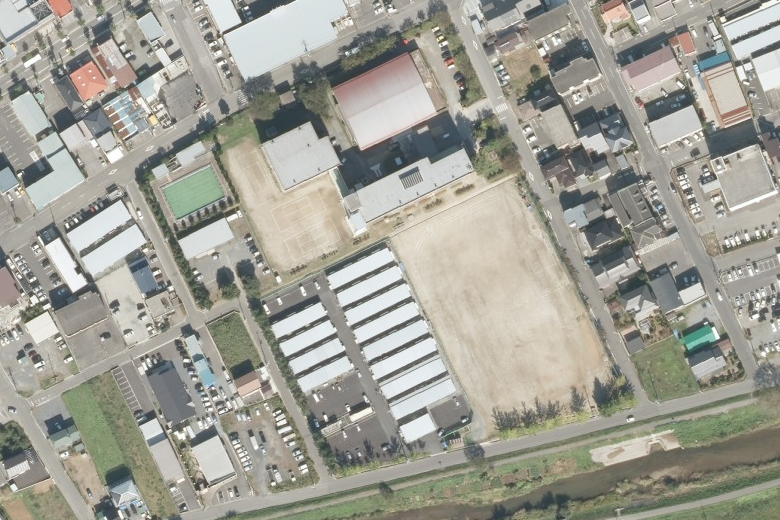
東日本大震災による仮設住宅が設置されていた頃の空中写真（2013年10月）

  - 3月31日 - 気仙沼市立気仙沼中学校への統合に伴い、閉校[2][3]。

## 教育目標
2016年度の教育目標。
生徒像
- いのちを大切にし、たくましく伸びる生徒（健康・活力）
- 思いやりをもって、共に明るく生きる生徒（友情・寛容）
- 自ら学ぶ喜びを求める生徒（自主・責任）

## 部活動

### 運動部
- 野球部
- サッカー部
- ソフトテニス部（男・女）
- バスケットボール部（男・女）
- 卓球部（男・女）
- バレーボール部（女）
- 剣道部

### 文化部
- 吹奏楽部
- 文芸科学部

### 特設部
- 水泳部
- 陸上部
- 駅伝部

## 施設概要
主な施設。面積は延床面積を掲載。
- 南校舎（3,380 m2） - 1978年竣工の鉄骨造4階建て[1]
- 特別教室棟（1,802 m2） - 1978年竣工の鉄骨造3階建て[1]
- 体育館（1,207 m2） - 1979年竣工の鉄骨造2階建て[10][1]

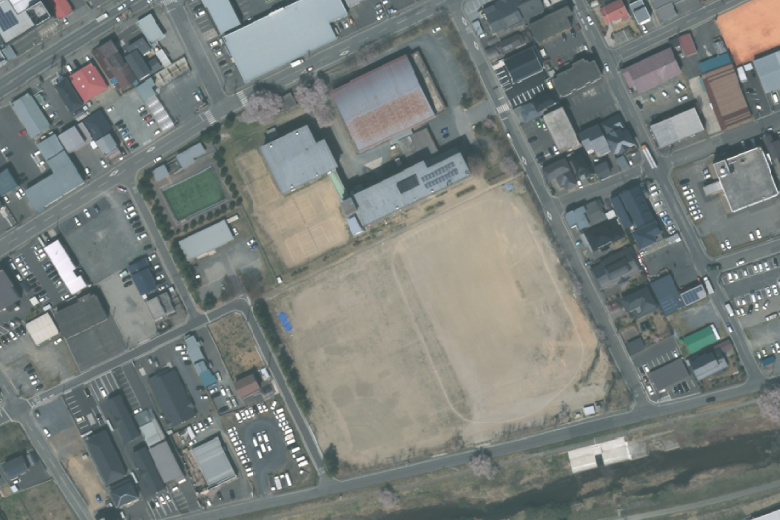
仮設住宅撤去後の空中写真（2019年4月）

- プール
- 校庭
- テニスコート

## 学区
- 気仙沼市
  - 九条1区 - 5区
  - 田中1区 - 4区
  - 田中前1区・2区
  - 本郷1区・2区
  - 南郷1区 - 3区
  - 四反田区
  - 田谷区
  - 神山区

出典：

## 進学前小学校
- 気仙沼市立九条小学校（気仙沼市九条）
- 気仙沼市立気仙沼小学校（気仙沼市笹が陣）

出典：

## アクセス

### BRT
- 気仙沼線BRT - 気仙沼市立病院駅から徒歩で約10分

### 路線バス
- 「条南中学校前」バス停（市内循環バス・ミヤコーバス）から徒歩で約3分

## 周辺
- 薬王堂気仙沼田中前店
- 北日本銀行気仙沼支店
- カワチ薬品気仙沼店

## 著名な出身者
- 菅原智恵子 (フェンシング選手、アテネ五輪・北京五輪日本代表）
- 金村曉（プロ野球選手）
- マギー審司（お笑いタレント、手品師）